# Longboarding

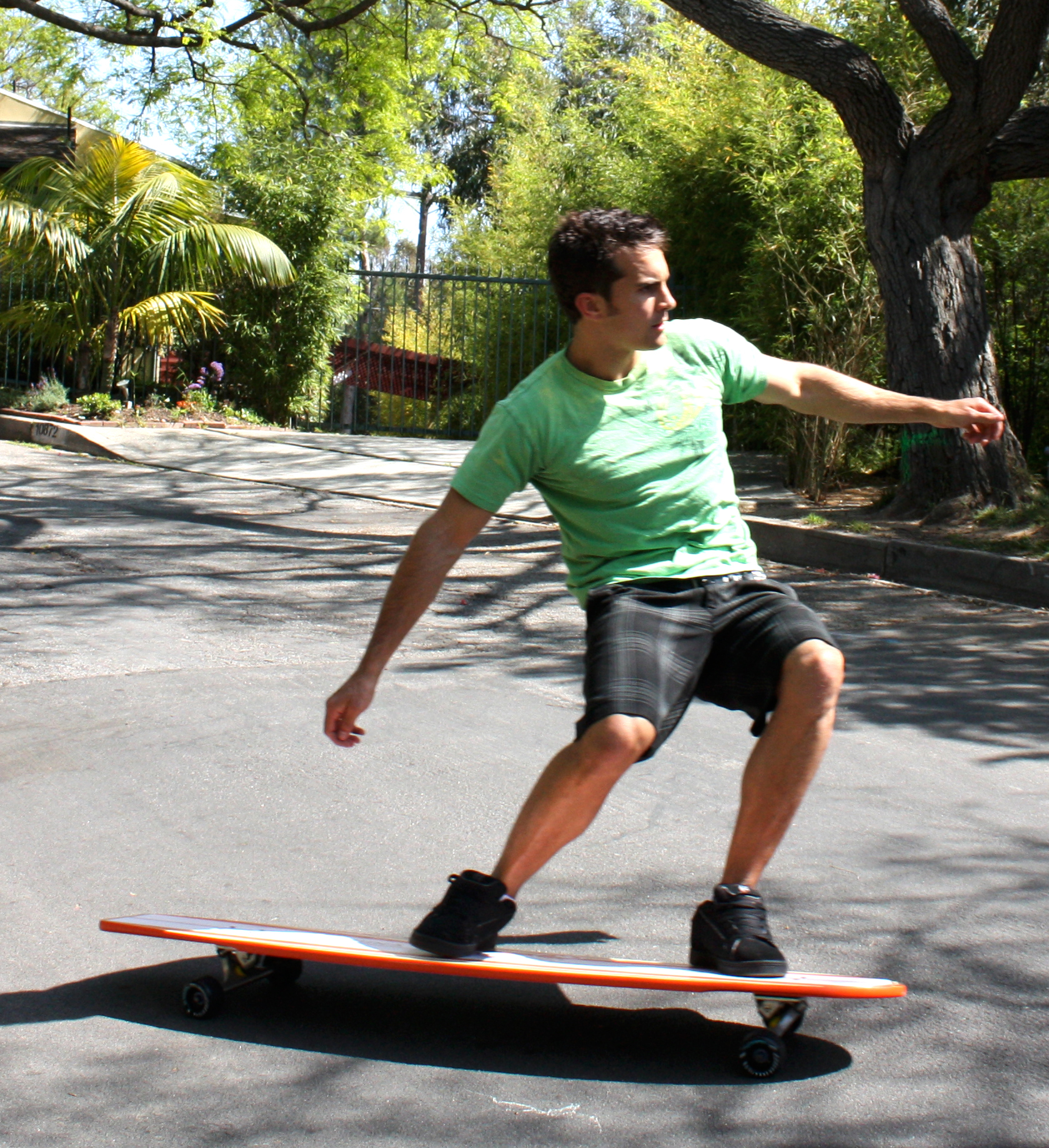
Jízda v Los Angeles.

Longboarding je typ sportu, při kterém se jezdí na longboardu. Často dochází k zaměňování longboardu se skateboardem. Longboard se od skateboardu liší tvarem a velikostí desky a koleček, je celkově stabilnější. Tento sport se vyvinul ze surfování. Stal se velmi populární na konci 20. století, dnes se dělí několik stylů.

## Styly jízdy

### "Cestování"
Nejzákladnější typ používání. Podstatou je se dostat z bodu A do bodu B. Pro tento typ jízdy jsou určena prkna, s kterými lze pohotově a lehce zatáčet a lze u nich zvedat přední část desky, aby případně vyjely obrubník.

### Cruising
Tento typ jízdy se pozná podle toho, že jezdec jezdí dolů z kopce tzv. cik cak , čímž koriguje svojí rychlost.

### Freeride
Freeride je převážně určen pro dělání triků, jako je například kickflip a tail manual.

### Freestyle
Též taky nazýván dancing. Dalo by se říci, že je to tancování na longboardu. Zahrnuje řadu dovedností jako je třeba sliding nebo jezdění na obě strany.

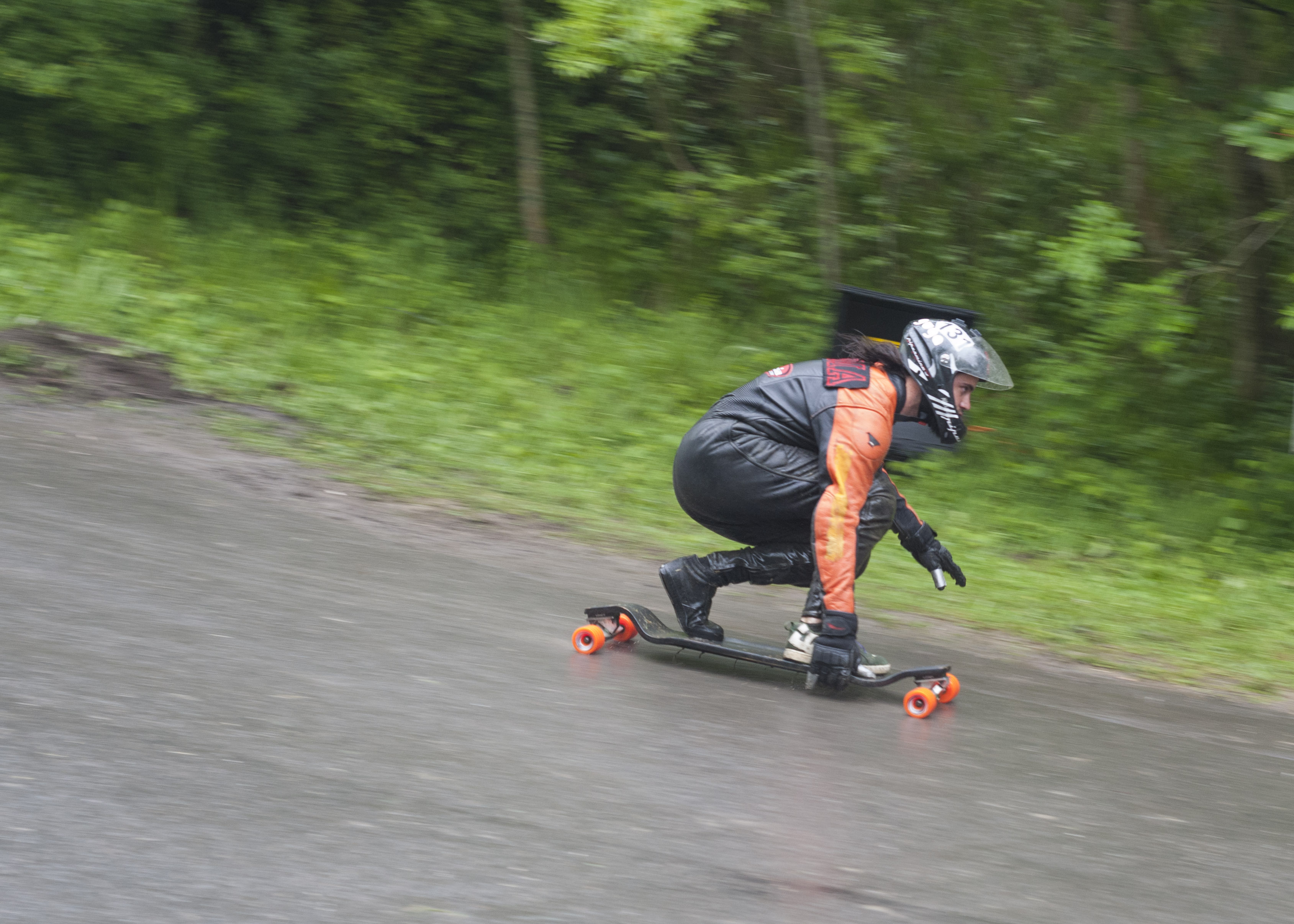
Příklad downhillu (longboard Landyachtz Evo, Bo Peep hill, UK, 2012).

### Downhill
Tato disciplína se vyznačuje sjezdem ve velké rychlosti. Jelikož je velmi náročná je určena pro pokročilé jezdce. Většinou se používají longboardy dlouhé více než 1 metr, jelikož jsou stabilnější.

## Způsoby zastavení

### Vzdušná brzda
Jezdec je snaží vytvořit tělem co největší plochu a využít odpor vzduchu ke zpomalení popřípadě k zastavení.

### Brzdění nohou
Tento způsob spočívá v tom, že jezdec sundá z longboardu zadní nohu a položí ji na zem ,čímž vytváří třecí síly a zpomaluje.

### Klouzání po straně
Je to nejefektivnější způsob jak zastavit. Jezdec je vykoná tak, že při větší rychlosti rychle stočí longboard do strany, jelikož se jeho pohybová energie nezmění jede po straně, která vytváří větší třecí síly než obyčejná jízda.